# Ray of Light (Lied)
Ray of Light ist ein Lied der US-amerikanischen Sängerin Madonna, das 1998 auf ihrem gleichnamigen Studioalbum erschien und im gleichen Jahr als zweite Single aus diesem Album ausgekoppelt wurde.

## Entstehung und Veröffentlichung
Geschrieben und produziert wurde das Lied gemeinsam von Madonna und William Orbit. Das Stück basiert auf dem 1971 veröffentlichten Stück Sepheryn des britischen Folk-Duos Curtiss Maldoon, aus diesem Grund sind die Autoren Dave Curtiss und Clive Maldoon ebenfalls als Urheber des Liedes aufgeführt.
Im Jahr 1996 hatte die britische Sängerin und Songwriterin Christine Leach, Maldoons Nichte, ihre Version des Stücks aufgenommen. Leach sagte, sie habe die Arbeit des Duos immer geliebt und Sepheryn sei ihr Favorit. Sie arbeitete eine Zeit lang mit William Orbit zusammen und nahm ein Demo von Sepheryn über eine Melodie auf, an der er gerade arbeitete. Leach schrieb den Refrain neu und entfernte auch einige Teile der Originalkomposition. Orbit nahm es in dem Glauben, Leach hätte das Lied geschrieben, auf DAT auf. Nachdem Madonna das Demo gehört hatte, gefiel es ihr und sie überarbeitete den Text, um Ray of Light zu kreieren. Curtiss war sich nicht bewusst, dass Madonna Sepheryn als Ray of Light aufgenommen und zum ersten Mal im Radio gehört hatte. Er konnte es nicht glauben und war zunächst etwas verärgert, freute sich jedoch, als er erfuhr, dass er 15 % der Tantiemen erhalten würde, da er als Songwriter genannt wurde. Madonna erhielt 30 % der Tantiemen, weitere 15 % gingen an Maldoons Nachlass. Curtiss sagte über das Lied: „Es ist völlig außer Kontrolle. Die Originalversion ist weit über zehn Minuten lang. Es war völlig nachsichtig, aber ich liebte es. Es war herzzerreißend, es auf eine überschaubare Länge zu kürzen.“ Die Originalversion sollte auf einem Kompilationsalbum mit dem Titel Veronica Electronica enthalten sein, wurde jedoch nicht veröffentlicht. Curtiss bestätigte in einem Interview mit The Australian im Januar 2017, dass er eine zeitgenössische Jazzversion von Sepheryn aufgenommen habe.
Die Erstveröffentlichung von Ray of Light erfolgte am 22. Februar 1998 bei Maverick Records, als Teil von Madonnas gleichnamigen siebten Studioalbums (Katalognummer: WPCR-2000). Am 27. April 1998 erschien das Lied als zweite Singleauskopplung aus dem Album. Diese erschien als CD-Maxi-Single mit einem Remix und den Non-Album-Track Has to Be als B-Seite (Katalognummer: ) sowie als CD-Maxi-Single mit vier verschiedenen Remixen (Katalognummer: 9362-44536-2). In den Vereinigten Staaten kam die Single am 23. Juni 1998 in den Handel. Er erschien in zwei Singleversionen: auf der ersten Version waren zusätzlich zur Albumversion des Liedes drei Remixes enthalten (Katalognummer: 9362 44521-2), die zweite beinhaltete einen der drei Remixe der ersten Version sowie Has to Be (Katalognummer: 936 244 535-2), das in Japan regulär als 14. Titel auf dem Album Ray of Light erschien.

## Inhalt und Stil
Das EDM-Lied Ray of Light ist stilistisch sowohl von Acid House, als auch Alternative Rock beeinflusst. Es ist in der Tonart B-Dur und in einem mäßig schnellen Tempo von 126 Schlägen pro Minute gehalten. Das Lied beginnt mit einem ruhigen E-Gitarren-Riff, das mit der Musik von zu jenem Zeitpunkt zeitgenössischen Britpop-Bands wie Oasis vergleichbar ist. Die Akkorde harmonieren 22 Sekunden lang miteinander. Dann beginnt die Hauptmelodie, die zunächst aus einem Hauptsynth-Sound besteht, der auf einer primären Musiknote oszilliert, wobei der EQ zwischen Bass und Diskant wechselt. Der Dance-Beat wird von einem rockig angehauchten Gitarren-Riff begleitet, wobei Madonnas gesangliche Stimmlage höher ist als bei den anderen Stücken auf dem Album Ray of Light. Während der Aufnahme pitchte Orbit das Lied einen Halbton höher, was zu einer zusätzlichen Anspannung in Madonnas Gesang führte. „Sie war frustriert, als wir aufnahmen, aber bei Sängerinnen will man diese gewisse Schärfe, dieses Streben. Das kann man nicht vortäuschen, und man hört es, wenn sie es auf der Platte krachen lässt“, erinnert er sich. Vor dem Schlussrefrain erklingt noch einmal ein Synthesizersolo, das an Progressive-Rock-Lieder aus den 1970er Jahren erinnert. Laut Rikky Rooksby, Autor von The Complete Guide to the Music of Madonna, war dies eine Verbindung zu Sepheryn, der Ursprungsversion des Liedes.
Der Text ist schwungvoll und bleibt thematisch mit der Musik konform. Laut Madonna sind die Strophen ein mystischer Blick auf das Universum und wie klein die Menschheit im Vergleich dazu ist. Sie wollte mit dem Text ein Gefühl des „Staunens“ einfangen, als ob jemand gerade seine Augen geöffnet und die Welt zum ersten Mal gesehen hätte. Gegenüber NME stellte Madonna weiter klar, dass der Text das Gefühl vermittelt, im Vergleich zum riesigen Universum klein zu sein. Es geht auch darum, dass das normale Leben schneller vorangeht „als das rasende Licht“, aber man kann aus dieser Reise aussteigen und sich selbst aus der Perspektive eines Außenstehenden betrachten.

## Musikvideo
Das Musikvideo zu Ray of Light entstand unter der Regie von Jonas Åkerlund, der zuvor das umstrittene Video zu Smack My Bitch Up von The Prodigy gedreht hatte. Da dieses Video zu Madonnas damaligen Lieblingsvideos gehörte, bat sie Åkerlund um eine Zusammenarbeit. Das Video beginnt mit dem Sonnenaufgang und einem Mann, der in seinem Haus die Vorhänge öffnet, und geht dann in einen an den experimentellen Dokumentarfilm Koyaanisqatsi (1982) erinnernden Teil über, der Zeitrafferbilder des alltäglichen Lebens zeigt, von Menschen in der U-Bahn, die Essen bestellen, zum Bowling gehen und Kindern in einem Klassenzimmer bis hin zu beschleunigten Stadtansichten und Autobahnen bei Nacht. Zwischen den Szenen ist Madonna zu sehen, wie sie tanzt und das Lied singt, wobei ihr Bild teilweise mit dem Hintergrund der schnell vorbeiziehenden Stadtlandschaft verschmilzt. Während der Zwischenstrophe stoppt die Hochgeschwindigkeitsbewegung und die Kamera fokussiert nur auf Madonna vor dem Hintergrund eines Sonnenuntergangs, beschleunigt aber schnell wieder. Während der Clip in die Nacht hinein weitergeht, werden Hochgeschwindigkeitsbilder von Madonna gezeigt, die in einer Diskothek tanzt, wobei die Kamera auf die Feiernden fokussiert ist. Am Ende sieht man, wie sie auf der Tanzfläche einschläft, und es folgt eine Kameraeinstellung des Planeten Erde.
Laut Madonna zeigt das Video „einen Tag im Leben der Erde, um zu zeigen, dass wir mit voller Geschwindigkeit auf das Ende des 20. Jahrhunderts zusteuern. Ich finde, Jonas hat das Lied hervorragend interpretiert, obwohl er mich zwei Tage lang wie verrückt tanzen ließ. Er ist ein harter Regisseur.“ Madonnas Szenen wurden vom 25. bis 26. März 1998 in den MTV/VH1-Studios in Los Angeles gedreht. Die Hintergrundszenen entstanden in verschiedenen Städten wie Los Angeles, New York City, London, Las Vegas und Stockholm.
Das Musikvideo wurde 1998 insgesamt achtmal für die MTV Video Music Awards nominiert und gewann schließlich fünfmal: in den Kategorien „Video des Jahres“, „bestes weibliches Video“, „beste Regie“, „bester Schnitt“ und „beste Choreographie“. Es war das erste Mal, dass die Sängerin den Preis für das Video des Jahres gewann; Madonna sagte, sie sei MTV für die Anerkennung des Clips dankbar. Bei den International Dance Music Awards gewann der Clip die Trophäe für das „beste Tanzvideo“ und bei den Much Music Video Awards die Trophäe für das „beste internationale Video“. Einen weiteren Preis gewann das Video bei der Zeremonie der Music Video Production Association 1998 in der Kategorie „bestes Popvideo des Jahres“. Das Video landete außerdem an der Spitze einer Rangliste der Top 10 Videos, die die Regeln gebrochen haben, die MTV zum 25-jährigen Jubiläum des Senders im August 2006 herausgab.
Im Jahr 2016 listete es der Rolling Stone auf Platz zwei seiner Rangliste der „20 besten Videos von Madonna“, wobei die Zeitschrift es als „mutige Hinwendung zur elektronischen Musik bezeichnete, die Madonna ihren gebührenden Platz bei den VMAs verschaffte“ bezeichnete.

## Rezeption
1999 gewann Ray of Light zwei Grammy Awards für die „beste Dance-Aufnahme“ und das „beste Kurzform-Musikvideo“. Es wurde auch für die „Aufnahme des Jahres“ nominiert, verlor jedoch gegen My Heart Will Go On von Céline Dion. Bei den ASCAP Rhythm and Soul Awards 1999 gewann der Titel den Preis für den „besten Dance-Song“. Im selben Jahr gewann es auch die Kategorie des „meistgespielten Songs“ bei den ASCAP Pop Awards. Bei den Ivor Novello Awards 1999 wurde die Platte in der Kategorie „Internationaler Hit des Jahres“ nominiert.

## Kommerzieller Erfolg

### Chartplatzierungen
Ray of Light avancierte zu einem Nummer-eins-Hit in Kroatien, Griechenland und Spanien. Darüber hinaus gelangen weitere Top-10-Erfolge in Australien (Rang 6), Finnland (Rang 2),, Island (Rang 9) Italien (Rang 5), Kanada (Rang 3), Neuseeland (Rang 9), Ungarn (Rang 6), dem Vereinigten Königreich (Rang 2) und den Vereinigten Staaten (Rang 5). Das Lied wurde der 37. Top-40-Hit für Madonna, damit überholte sie Connie Francis auf der Liste der Frauen mit den meisten Top-40-Platzierungen in den Billboard Hot 100.
| ChartsChartplatzierungen       | Höchstplatzierung | Wochen |
| ------------------------------ | ----------------- | ------ |
| Deutschland (GfK)              | 28 (9 Wo.)        | 9      |
| Österreich (Ö3)                | 31 (6 Wo.)        | 6      |
| Schweiz (IFPI)                 | 32 (11 Wo.)       | 11     |
| Vereinigte Staaten (Billboard) | 5 (20 Wo.)        | 20     |
| Vereinigtes Königreich (OCC)   | 2 (18 Wo.)        | 18     |

| ChartsJahrescharts (1998)      | Platzierung |
| ------------------------------ | ----------- |
| Vereinigtes Königreich (OCC)   | 75          |
| Vereinigte Staaten (Billboard) | 75          |

### Auszeichnungen für Musikverkäufe
| Land/Region                  | Auszeichnungen für Musikverkäufe (Land/Region, Auszeichnung, Verkäufe) | Verkäufe |
| ---------------------------- | ---------------------------------------------------------------------- | -------- |
| Australien (ARIA)            | Gold                                                                   | 35.000   |
| Vereinigte Staaten (RIAA)    | Gold                                                                   | 500.000  |
| Vereinigtes Königreich (BPI) | Gold                                                                   | 400.000  |
| Insgesamt                    | 3× Gold ·                                                              | 935.000  |

Hauptartikel: Madonna (Künstlerin)/Auszeichnungen für Musikverkäufe

## Trivia
- Ray of Light wurde 2001 von Microsoft in seiner Werbekampagne für das Betriebssystem Windows XP verwendet.
- Im Lied Veni Vidi Vici auf ihrem Album Rebel Heart (2015) bezieht sich Madonna textlich auf ihre Lieder Ray of Light und Music („I saw a Ray of Light/Music saved my life“).

## Coverversionen
- 2007: Natasha Bedingfield (Album: Radio 1 Established 1967)